# Добрила
 Тази статия е за върха в Стара планина.  За хижата вижте Добрила (хижа).  
„Добрила“ е връх в Стара планина в централната част на България с надморска височина 1902 метра.
Той е част от главния вододел на Троянската планина и е разположен в землището на Сопот, на 2,3 километра югозападно от връх „Амбарица“ и на 6,1 километра северно от Сопот. Непосредствено на североизток е разположена хижа „Добрила“, а в югозападното му подножие – хижа „Незабравка“.

## Други
На „Добрила“ е наречена улица в квартал „Крива река“ в София (Карта).